# Гозий, Ульрих
У́льрих Го́зий  (нем. Ulrich Hosius, пол. Ulryk Hozjusz, лит. Ulrichas Hozijus; 1455, Пфорцхайм, Карлсруэ — 1535, Вильна) — виленский городничий и строитель; отец кардинала и теолога Станислава Гозия.

## Биография
Происходит из семейства баденских горожан. Предполагается, что в молодости посетил несколько христианских и нехристианских стран. Около 1500 года женился на вдове краковского купца Эрхарда Слякера. В 1503 году прибыл в Краков и стал краковским горожанином. В Кракове вместе с компаньонами занимался поставками серебра на монетный двор и вскоре приобрёл два дома.
В 1504 году из Кракова переселился в Литву. Жил в Ковно, где занял должность мытника, затем в Вильно, где возглавил Виленский монетный двор и оставался его руководителем до самой смерти (в 1506—1508 и 1529—1535 годах чеканка монет приостанавливалась). Руководил строительными королевскими работами Сигизмунда Старого: с 1513 года перестраивал Нижний замок, с 1515 года строил большие королевские мельницы, треть доходов от которых получал в свою пользу. Провёл первые в городе деревянные водопроводы, принадлежавшие доминиканцам.
В 1521 году на улице Немецкой в Вильно выстроил дом с чертами готики и Ренессанса (Vokiečių g. 24). Стал виленским городничим (1524—1535). В 1532 году начал строить первый мост через реку Вилию на месте нынешнего Зелёного моста — деревянный, крытый, с торговыми лавками (не сохранился). Использовал на строительство моста часть собственных средств, которые должна была возместить плата за переправу по мосту. Для того, чтобы деньги вернулись к нему быстрее, между Быстрицей (село на территории современной Белоруссия) и Керново было запрещено строить другие мосты, а между Верками и Понарами — пользоваться плотами.
За право пользоваться сборами от моста по привилегии Сигизмунда Старого Гозий должен был построить приют и плебанию при доминиканском монастыре, что и было сделано. Постройку приюта или больницы на Доминиканской улице (Dominikonų g. 14) завершил уже его сын Ян, унаследовавший и титул городничего.
В 1516 году Гозий в награду за свои заслуги получил поместье Безданы, но проживал большей частью в Маркутье, где и умер. Один из трёх его сыновей от первого брака Станислав Гозий стал кардиналом и крупным деятелем католической церкви. Другой, Ульрих Гохий, принял лютеранское вероисповедание. Некоторые исследователи отождествляют его с Ульрихом Меркуцецием (Ulrich Mercucecius, что должно означать Ульрих Маркутец, то есть из Маркутья), сотрудником Мартинаса Мажвидаса, чей литовский перевод немецкой песни помещён в песеннике Мажвидаса. Третий сын Ян был виленским городничим в середине XVI века, а потом старостой вармийского епископа в Смоляйнах. От второго брака были ковенский мытник Ульрих Гозий и две дочери.